# 小島俊彦
小島 俊彦（こじま としひこ）は、日本の男性映画編集技師である。
岡安プロモーション代表取締役社長。
2014年、第23回日本映画批評家大賞アニメーション功労賞を受賞。
横浜放送映画専門学院（現・日本映画大学）卒業。

## 作品リスト

### テレビアニメ
1979年
- ドラえもん（テレビ朝日版第1期）（ - 2005年）

1987年
- エスパー魔美（ - 1989年）

1989年
- チンプイ（ - 1991年）
- ドラゴンクエスト 第1部（ - 1990年）

1990年
- 八百八町表裏 化粧師（ - 1991年）

1991年
- ドラゴンクエスト 第2部
- 21エモン（ - 1992年）

1992年
- クレヨンしんちゃん（1992年 - ）
- バトルファイターズ 餓狼伝説

1993年
- バトルファイターズ 餓狼伝説2

1994年
- 魔法騎士レイアース（ - 1995年）

1997年
- 忍ペンまん丸（ - 1998年）

1998年
- 頭文字D

1999年
- ビックリマン2000（ - 2001年）

2001年
- ジャングルはいつもハレのちグゥ
- Dr.リンにきいてみて! （ - 2002年）

2002年
- 朝霧の巫女
- 真・女神転生Dチルドレン ライト&ダーク（ - 2003年）

2004年
- スクールランブル（ - 2005年）
- 陸奥圓明流外伝 修羅の刻（ - 2005年）

2005年
- ドラえもん（テレビ朝日版第2期）（2005年 - ）
- capeta（ - 2006年）

2006年
- スクールランブル 二学期

2007年
- ロケットガール
- Saint October

2008年
- 乃木坂春香の秘密（ - 2009年）
- 秘密 〜The Revelation〜

2009年
- ご姉弟物語（ - 2010年）

2010年
- スティッチ! ～ずっと最高のトモダチ～ （ - 2011年）

2012年
- エリアの騎士

2013年
- LINE TOWN（ - 2014年）
- ぎんぎつね

2014年
- 悪魔のリドル

2015年
- 美男高校地球防衛部LOVE!
- 銃皇無尽のファフニール
- 空戦魔導士候補生の教官

2016年
- 迷家-マヨイガ-
- 美男高校地球防衛部LOVE!LOVE!
- ガーリッシュナンバー

2018年
- BEATLESS
- 美男高校地球防衛部HAPPY KISS!
- 夢王国と眠れる100人の王子様

2019年
- ドメスティックな彼女
- MIX
- あひるの空（ - 2020年）

2020年
- メジャーセカンド

2021年
- 古見さんは、コミュ症です。

2022年
- サマータイムレンダ

### アニメ映画
1982年
- 忍者ハットリくん ニンニン忍法絵日記の巻

1983年
- 忍者ハットリくん ニンニンふるさと大作戦の巻

1984年
- 忍者ハットリくん+パーマン 超能力ウォーズ

1985年
- キャプテン翼 ヨーロッパ大決戦
- キャプテン翼 危うし!全日本Jr.

1986年
- プロゴルファー猿 スーパーGOLFワールドへの挑戦!!
- キャプテン翼 明日に向かって走れ!
- キャプテン翼 世界大決戦!!Jr.ワールドカップ

1987年
- プロゴルファー猿 甲賀秘境!影の忍法ゴルファー参上!

1988年
- エスパー魔美 星空のダンシングドール

1989年
- ドラミちゃん ミニドラSOS!!!

1990年
- チンプイ エリさま活動大写真

1993年
- クレヨンしんちゃん アクション仮面VSハイグレ魔王

1994年
- ウメ星デンカ 宇宙の果てからパンパロパン!
- ドラえもん のび太と夢幻三剣士
- クレヨンしんちゃん ブリブリ王国の秘宝

1995年
- ドラえもん のび太の創世日記
- 2112年 ドラえもん誕生
- クレヨンしんちゃん 雲黒斎の野望

1996年
- ドラえもん のび太と銀河超特急
- クレヨンしんちゃん ヘンダーランドの大冒険

1997年
- ドラえもん のび太のねじ巻き都市冒険記
- クレヨンしんちゃん 暗黒タマタマ大追跡

1998年
- ドラえもん のび太の南海大冒険 
- 帰ってきたドラえもん
- クレヨンしんちゃん 電撃!ブタのヒヅメ大作戦

1999年
- ドラえもん のび太の宇宙漂流記
- のび太の結婚前夜
- クレヨンしんちゃん 爆発!温泉わくわく大決戦
- ホーホケキョ となりの山田くん
- 我ら自身のドキュメント 「CINEMA塾 in HAGI」

2000年
- ドラえもん のび太の太陽王伝説
- おばあちゃんの思い出
- ザ☆ドラえもんズ ドキドキ機関車大爆走!
- クレヨンしんちゃん 嵐を呼ぶジャングル

2001年
- ドラえもん のび太と翼の勇者たち
- ドラミ&ドラえもんズ 宇宙ランド危機イッパツ!
- がんばれ!ジャイアン!!

2002年
- ドラえもん のび太とロボット王国
- ぼくの生まれた日
- ザ☆ドラえもんズ ゴール!ゴール!ゴール!!
- クレヨンしんちゃん 嵐を呼ぶ アッパレ!戦国大合戦
- 獅子の絆 浅草哀歌

2003年
- ドラえもん のび太とふしぎ風使い
- クレヨンしんちゃん 嵐を呼ぶ 栄光のヤキニクロード
- 映画 あたしンち

2004年
- Pa-Pa-Pa ザ★ムービー パーマン タコDEポン!アシHAポン!
- ドラえもん のび太のワンニャン時空伝
- クレヨンしんちゃん 嵐を呼ぶ!夕陽のカスカベボーイズ

2005年
- クレヨンしんちゃん 伝説を呼ぶブリブリ 3分ポッキリ大進撃
- あらしのよるに

2006年
- 映画ドラえもん のび太の恐竜2006
- クレヨンしんちゃん 伝説を呼ぶ 踊れ!アミーゴ!

2007年
- 映画ドラえもん のび太の新魔界大冒険 〜7人の魔法使い〜
- クレヨンしんちゃん 嵐を呼ぶ 歌うケツだけ爆弾!
- 河童のクゥと夏休み
- サイドカーに犬

2008年
- 映画ドラえもん のび太と緑の巨人伝
- パッテンライ!! 〜南の島の水ものがたり〜

2009年
- 1000年の山古志
- 映画ドラえもん 新・のび太の宇宙開拓史
- クレヨンしんちゃん オタケベ!カスカベ野生王国

2010年
- カラフル
- クレヨンしんちゃん 超時空!嵐を呼ぶオラの花嫁
- 映画ドラえもん のび太の人魚大海戦
- 劇場版3D あたしンち 情熱のちょ〜超能力♪ 母大暴走!

2011年
- 映画ドラえもん 新・のび太と鉄人兵団 〜はばたけ 天使たち〜

2012年
- 映画ドラえもん のび太と奇跡の島 〜アニマル アドベンチャー〜

2013年
- 映画ドラえもん のび太のひみつ道具博物館
- かぐや姫の物語

2014年
- 映画ドラえもん 新・のび太の大魔境 〜ペコと5人の探検隊〜

2015年
- 映画ドラえもん のび太の宇宙英雄記

2016年
- 映画ドラえもん 新・のび太の日本誕生

2017年
- 映画ドラえもん のび太の南極カチコチ大冒険

2018年
- 映画ドラえもん のび太の宝島

2019年
- 映画ドラえもん のび太の月面探査記

2020年
- 映画ドラえもん のび太の新恐竜

2022年
- 映画ドラえもん のび太の宇宙小戦争 2021

2023年
- 映画ドラえもん のび太と空の理想郷
- 窓ぎわのトットちゃん

2024年
- 映画ドラえもん のび太の地球交響楽

2025年
- 映画ドラえもん のび太の絵世界物語

### 実写映画
- 楢山節考（1983年）
- Love Letter（1995年）
- 我ら自身のドキュメント 「CINEMA塾 in HAGI」（1999年）
- 青の瞬間（2001年）
- river（2003年）
- ガラスの使徒（2005年）
- サイドカーに犬（2007年）
- 1000年の山古志（2009年）

### OVA
1985年
- 酎ハイれもんLOVE30'S 雨にぬれても

1993年
- ジェノサイバー 虚界の魔獣

1994年
- 青空少女隊（ - 1996年）

1997年
- ジャングルDEいこう!

1999年
- 超神姫ダンガイザー3 
- うさぎちゃんでCue!! （ - 2000年）

2002年
- ふたりエッチ（ - 2004年）

2003年
- こみっくパーティーRevolution

2005年
- スクールランブル 一学期補習

2008年
- スクールランブル 三学期

2009年
- うたわれるもの（ - 2010年）